# Нидерланды на «Евровидении-1960»
Нидерланды принимали участие в Евровидении 1960, проходившем в Лондоне, Великобритания. Хотя Тедди Схолтен выиграла предыдущий конкурс от Нидерландов, но голландская телекомпания NTS отказалась принимать конкурс во второй раз за два года, поэтому участники, занявшие второе место в 1959 году, согласились принять конкурс 1960 года, который был организован BBC в Королевском фестивальном зале в Лондоне. На конкурсе их представлял Рюди Каррелл с песней «Wat een geluk». В этом году страна заняла двенадцатое (предпоследнее) место с 2 баллами. Страна отдала 5 баллов Великобритании, 2 балла Франции и по 1 баллу Швеции и Норвегии. Комментатором конкурса от Нидерландов в этом году был Пит те Нёйл (1956-1959), глашатаем — Сиб ван дер Зи (1958-1959).

## Национальный отбор[3]
Национальный финал проходил в телестудии AVRO TV в Хилверсюме, организованной Ханни Липс. Было задействовано восемь песен, причем все песни были представлены дважды разными исполнителями, один раз с полным оркестром и один раз в более урезанном стиле. Формат был в основном таким же, который использовался в 1959 году, за исключением того, что в этом году каждый певец выступал только один раз, так что всего было 16 участников.
Песня-победитель была выбрана голосованием от региональных жюри, после чего «экспертное» жюри решило, кто из двух исполнителей песни-победителя должен отправиться в Лондон. После того, как «Wat een geluk» был объявлен победителем, экспертное жюри выбрало Каррелла вместо Пальмен в качестве представителя.
| Номер | Первый исполнитель    | Второй исполнитель | Песня           | Место | Баллы |
| ----- | --------------------- | ------------------ | --------------- | ----- | ----- |
| 1     | Марсель Тилеманс      | Джон де Мол        | «Carrousel»     | 4     | 86    |
| 2     | Бетти Луске           | Тонни ван Хюлст    | «Addio»         | 2     | 110   |
| 3     | Гретье Кауффелд       | Пит Сибранди       | «Niet voor mij» | 3     | 99    |
| 4     | Герман Эмминк         | Ян ван де Мост     | «In mijn hart»  | 5     | 77    |
| 5     | Карел ван дер Фельден | Рита Хускенс       | «Regenkapje»    | 7     | 35    |
| 6     | Анни Пальмен          | Руди Каррелл       | «Wat een geluk» | 1     | 225   |
| 7     | Яап Дуббельбор        | Йоп Смитс          | «Vanavond»      | 8     | 27    |
| 8     | Вим ван дер Беек      | Яни Брон           | «Ik leef»       | 6     | 61    |

## Страны, отдавшие баллы Нидерландам
Каждая страна имела жюри в количестве 10 человек, каждый человек мог отдать очко понравившейся песне.
| Отдали Нидерландам… |
| 1 балл              |
| ------------------- |
| Бельгия Италия      |

## Страны, получившие баллы от Нидерландов
| 5 баллов | Великобритания  |
| 2 балла  | Франция         |
| 1 балл   | Швеция Норвегия |